# Billy Guest
William Francis Guest (8 tháng 2 năm 1914 – 15 tháng 11 năm 1994) là một cầu thủ bóng đá người Anh thi đấu ở vị trí outside left cho Birmingham, Blackburn Rovers và Walsall tại Football League trước và sau Thế chiến thứ II. Trong chiến tranh, ông giành được chức á quân với Blackburn Rovers ở Chung kết War Cup Football League 1940. Ông tiếp tục thi đấu cho Peterborough United ở Midland League, cho Kidderminster Harriers và Lovell's Athletic ở Southern League, và cho Hinckley United và Bilston United.